# Głowno (stacja kolejowa)
Głowno – stacja kolejowa w Głownie na Cichorajce, na linii kolejowej nr 15, a dawniej na Kolei Warszawsko-Kaliskiej. 

## Ruch pasażerski[1]
| Rok  | Wymiana pasażerska na dobę |
| ---- | -------------------------- |
| 2017 | 300-499                    |
| 2018 | 300-499                    |
| 2019 | 500-699                    |
| 2020 | 300-499                    |
| 2021 | 300-499                    |
| 2022 | 500-699                    |
| 2023 | 500-699                    |

## Historia
Dawniej istniała bocznica do zakładów Norblin, Bracia Buch i T. Werner, później do Wojskowych Zakładów Motoryzacyjnych nr 3, zakładów ziemniaczanych (obecnie firma Solan) i do planowanej elektrociepłowni, ale została rozebrana – pozostał tylko most, używany obecnie jako kładka piesza. Na nasypie poprowadzona jest ścieżka dla pieszych.
Budynek stacyjny oraz perony przeszły remont w 2012 roku w ramach projektu Łódzkiej Kolei Aglomeracyjnej. W budynku nie ma kasy, ale czynne są poczekalnia i toaleta, ponadto organizowane są w nim wystawy kulturalne. Z pociągami w kierunku Łodzi i Łowicza skomunikowane są autobusy miejskie.
Na stacji zatrzymują się pociągi przewoźnika Łódzka Kolej Aglomeracyjna w kierunku Łodzi (Łódź Widzew przez Zgierz) i Łowicza (Łowicz Główny przez Łowicz Przedmieście), w przeszłości zatrzymywały się także pociągi interREGIO przewoźnika Polregio.